# Alstroemeria ribeirensis
Alstroemeria ribeirensis är en alströmeriaväxtart som beskrevs av Pierfelice Ravenna. Alstroemeria ribeirensis ingår i släktet alströmerior, och familjen alströmeriaväxter. Inga underarter finns listade i Catalogue of Life.